# Wahlen in Sambia 2006
Die Wahlen in Sambia 2006 wurden am 28. September 2006 abgehalten. Gewählt wurden der Präsident und die Nationalversammlung, das Parlament Sambias. Die Wahl wurde von Amtsinhaber Levy Mwanawasa vom Movement for Multi-Party Democracy (MMD) mit knapp 43 % der Stimmen gewonnen. Bei der Wahl der Nationalversammlung wurde das MMD stärkste Partei, verfehlte aber die absolute Mandatsmehrheit.

## Vorgeschichte

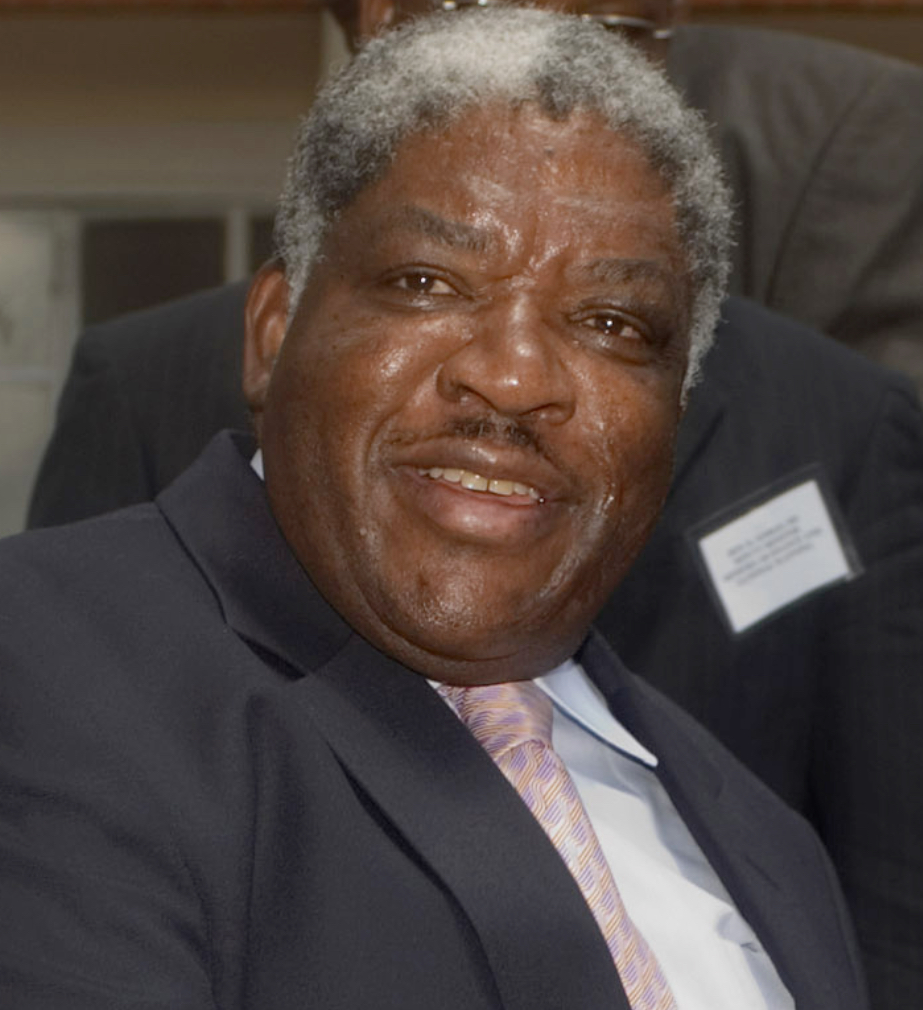
Präsident Levy Mwanawasa (MMD)

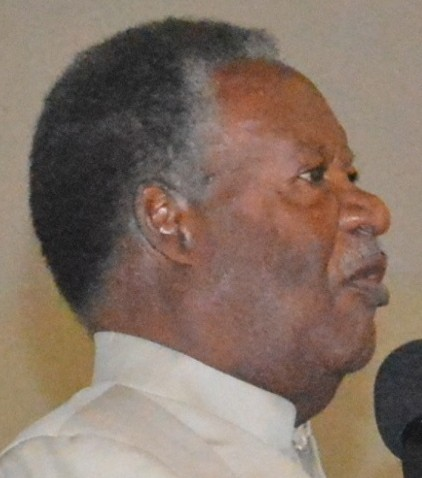
Michael Sata (PF)

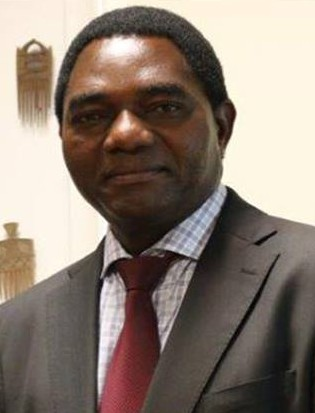
Hakainde Hichilema (UPND bzw. UDA)

Die Wahlen 2006 waren eine turnusmäßige Wahl nach Ablauf der fünfjährigen Legislaturperiode des Parlaments bzw. der Amtszeit des Präsidenten. Aus den vorangegangenen Wahlen im Dezember 2001 war der Präsidentschaftskandidat der MMD, Levy Mwanawasa, als Sieger hervorgegangen. Er hatte jedoch nur 29 % der Stimmen erhalten und damit nur knapp 30.000 Stimmen mehr als sein stärkster Konkurrent, Anderson Mazoka von der United Party for National Development (UPND). Außerdem hatte die Regierungspartei MMD mit 69 von 150 Parlamentsmandaten ihre bisherige parlamentarische Mehrheit verloren. Da jedoch nach der Verfassung acht Abgeordnete der Nationalversammlung durch den Präsidenten ernannt werden konnten, und aufgrund von informellen Absprachen mit anderen Parteien sowie durch zusätzliche Mandatsgewinne bei Nachwahlen konnte sich die Regierung eine parlamentarische Mehrheit sichern.
Die Wahlen 2001 waren durch Unregelmäßigkeiten und Vorwürfe des Wahlbetrugs überschattet gewesen. Nach den Wahlen gab es daher einen starken Druck von Seiten der Opposition und der sambischen Zivilgesellschaft auf die MMD-Regierung und Präsident Mwanawasa, das Problem der Korruption und eine Wahlrechtsreform in Angriff zu nehmen. Präsident Mwanawasa ernannte zwei Kommissionen, die sich mit diesen Problemen befassten, das Electoral Reform Technical Committee (ERTC, Wahlrechtsreform-Komitee) und eine Constitution Review Commission (CRC, „Kommission zur Überprüfung der Verfassung“). Die CRC empfahl im Jahr 2005 die Ausarbeitung einer neuen Verfassung durch eine zu wählende verfassunggebende Versammlung. Mwanawasa nahm jedoch den Standpunkt ein, dass eventuelle Verfassungsänderungen nicht durch eine verfassunggebende Versammlung, sondern durch das 2006 neu zu wählende Parlament zu verabschieden seien.
Am 26. Juli 2006 löste Präsident Mwanawasa das Parlament auf und schrieb Neuwahlen für den 28. September 2006 aus.

## Parteien und Kandidaten
Bei der Präsidentschaftswahl standen sich fünf Kandidaten gegenüber. Dies waren Amtsinhaber Mwanawasa, der sich um eine zweite und letzte Amtszeit bewarb (nach der Verfassung waren nur zwei Amtszeiten möglich), Michael Sata von der Patriotic Front (PF), Hakainde Hichilema von der United Democratic Alliance (UDA), Brigadegeneral Godfrey Miyanda von der Heritage Party (HP) und Winright Ngondo von der All People’s Congress Party (APC).
| Kandidat und Vize  | Unterstützende Partei                    |
| ------------------ | ---------------------------------------- |
| Levy Mwanawasa     | Movement for Multi-Party Democracy (MMD) |
| Michael Sata       | Patriotic Front (PF)                     |
| Hakainde Hichilema | United Democratic Alliance (UDA)         |
| Godfrey Miyanda    | Heritage Party (HP)                      |
| Winright Ngondo    | All Peoples' Congress Party (APC)        |

An der Wahl der Nationalversammlung nahmen 13 Parteien teil. Insgesamt bewarben sich 709 Kandidaten in den 150 Wahlkreisen, darunter 158 Parteilose. Der Frauenanteil lag bei 15 %. Das MMD stellte als einzige Partei in allen 150 Wahlkreisen Kandidaten auf. Die United Democratic Alliance (UDA) war eine Parteienallianz aus United National Independence Party (UNIP), dem Forum for Development and Democracy (FDD) und der United Party for National Development (UPND), die sich im März 2006 gegründet hatte, um bei der Wahl eine zu starke Stimmenzersplitterung zu vermeiden. Sie nominierte in 142 Wahlkreisen eigene Kandidaten. Als UDA-Spitzenkandidat war zunächst der UPND-Parteivorsitzende Anderson Mazoka vorgesehen. Nach Mazokas plötzlichem Tod im Mai 2006 wurde Hakainde Hichilema sein Nachfolger als UDA-Spitzenkandidat und UPND-Parteivorsitzender. Michael Satas Partei, die PF, stellte in 110 von 150 Wahlkreisen Kandidaten auf. Die Heritage Party und die All People’s Congress Party kandidierten in jeweils 37 Wahlkreisen.

## Wahlmodus
Die Wahl des Präsidenten fand in einer landesweiten Wahl statt. Für den Gewinn der Wahl genügte die relative Stimmenmehrheit. Die Abgeordneten der Nationalversammlung wurden in 150 Einzelwahlkreisen ebenfalls in relativer Mehrheitswahl gewählt. Nach Artikel 77 der Verfassung musste jede der neun Provinzen mindestens 10 Wahlkreise haben. Die Wahlkreise sollten zudem eine ähnliche Bevölkerungszahl haben. Die letztgenannte Forderung war nicht erfüllt. Die Zahl der registrierten Wähler bewegte sich zwischen 8.718 und 82.601 je Wahlkreis (Wahlkreise Feira und Mandevu, jeweils in der Provinz Lusaka).
Am 12. Mai 2006 trat der Electoral Act in Kraft, ein Gesetz, mit dem einige Verbesserungen des Wahlablaufs eingeführt werden sollten. Das Gesetz verpflichtete unter anderem die Sambische Wahlkommission, Maßnahmen zur Wählerinformation durchzuführen und schuf Strukturen zur friedlichen Konfliktlösung bzw. Mediation zwischen politischen Parteien und Kandidaten. Die 2006 ebenfalls in Kraft getretenen Electoral (Code of Conduct) Regulations, ein Verhaltenskodex für Kandidaten, Parteien, Angestellte der Sambischen Wahlkommission, Polizei, Medien und Wahlbeobachter, setzte Regularien zu den Pflichten und Rechten dieser Personengruppen fest.
Am 31. Oktober 2005 begann die Wahlkommission mit der Wählerregistrierung. Diese dauerte zwei Monate und resultierte in der Erfassung von 4.015.639 Wählern. Anschließende Aufräumarbeiten im Register (Entfernung doppelt registrierter Wähler etc.) führten am 1. August 2006 zur finalen Zahl von 3.940.053 Wählern. Gemessen an den 2.604.761 registrierten Wählern bei der Wahl 2001 war dies zwar ein Anstieg von 33,9 %, jedoch schätzten Beobachter die Zahl der theoretisch Wahlberechtigten deutlich höher auf etwa 5.517.443. Am niedrigsten wurde der Anteil der registrierten Wähler mit 65,94 % in der Ostprovinz und am höchsten mit 85,59 % in der Zentralprovinz geschätzt.

## Wahlkampf
Der offizielle Wahlkampf begann am 28. Juli 2006. Die Wahlkampfatmosphäre war insgesamt friedlich und gewaltfrei, mit nur wenigen ernsthaften Vorkommnissen. Der Wahlkampf fokussierte sich dabei stark auf die Spitzenkandidaten. Die sambische Zivilgesellschaft nahm mit 137 Nichtregierungsorganisationen (NGOs) und etwa 5000 Wahlbeobachtern eine aktive Rolle bei der Überwachung des Wahlablaufs ein. Die wichtigsten NGOs waren die Foundation for Democratic Process (FODEP), das Southern African Centre for the Constructive Resolution of Disputes (SACCORD) und das Anti-Voter Apathy Project (AVAP). Zudem wurden die Wahlen durch eine 92 Personen umfassende (zuzüglich 52 örtlich rekrutierte Helfer) Mission der Europäischen Union unter Leitung der belgischen Europaparlamentsabgeordneten Annemie Neyts, eine 15 Mitglieder zählende Mission (zehn hauptamtlich, fünf Sekretäre) des Commonwealth unter Leitung des ehemaligen Premierministers von Mauritius Paul Bérenger sowie zahlreiche kleinere internationale Missionen beobachtet.
Als Hauptkontrahent für Mwanawasa kristallisierte sich Michael Sata heraus, dessen populistische Rhetorik wesentlich den Wahlkampf prägte. Einige MMD-Politiker wechselten zur PF, nachdem sie die Nominierung durch die eigene Partei verfehlt hatten. Ex-Präsident Kenneth Kaunda empfahl öffentlich die Wahl Hichilemas. Ex-Präsident Frederick Chiluba sprach sich für die Wahl Michael Satas aus.
Ein Hauptthema das Wahlkampfs war die Wirtschaft. Die Wirtschaft Sambias hatte in den 1990er Jahren einen Tiefpunkt erlebt, der letztlich hauptsächlich durch die inkompetent und ineffizient durchgeführte Privatisierung und Liberalisierung der Wirtschaft verursacht worden war. Nach der Jahrtausendwende kam es wieder zu einem moderaten Wirtschaftswachstum von etwa 5 Prozent jährlich in den Jahren 2003 bis 2006. In der Phase des Wirtschaftswachstums gelang es der Regierung Mwanawasa, die hohe Staatsverschuldung Sambias signifikant abzubauen, so dass das Land mehr Spielraum gegenüber ausländischen Geldgebern gewann. Nach dem G8-Gipfel in Gleneagles 2005 wurde Sambia zusammen mit 13 anderen afrikanischen Staaten ein weitgehender Schuldenerlass gewährt. Das Wirtschaftswachstum Sambias wurde wesentlich durch den Höhenflug des internationalen Kupferpreises angetrieben. Die Profite der Bergbaugesellschaften kamen allerdings nur zum geringen Teil den Bergarbeitern zugute. In Sambia engagierten sich vor allem Unternehmen aus der Volksrepublik China. Diese wurden im Wahlkampf zur Zielscheibe Michael Satas, der den chinesischen Unternehmen niedrige Sicherheitsstandards, niedrige und unregelmäßig ausgezahlte Löhne, sowie Dumping-Preise, die einheimische Händler verdrängten, vorwarf. Die Angriffe veranlassten den chinesischen Botschafter in Lusaka zur Einmischung in den Wahlkampf. Der Botschafter bezichtigte Sata, von Taiwan finanziert zu sein und nach seinem eventuellen Wahlsieg die Republik China diplomatisch anerkennen zu wollen. Für diesen Fall drohte er mit dem Abbruch der diplomatischen Beziehungen und dem Abzug aller chinesischen Investitionen aus Sambia.

## Ergebnisse

### Präsidentschaftswahl

Wahlkreismehrheiten bei der Präsidentschaftswahl

Die Präsidentschaftswahl wurde mit 42,98 % der Stimmen von Levy Mwanawasa gewonnen. Die Wahlbeteiligung betrug 70,79 % (2.789.114 Stimmen von 3.940.053 registrierten Wählern). 48.936 Stimmen (1,75 %) waren ungültig.
| Kandidat           | Partei | Stimmen   | Prozent |
| ------------------ | ------ | --------- | ------- |
| Levy Mwanawasa     | MMD    | 1.177.846 | 42,98 % |
| Michael Sata       | PF     | 804.748   | 29,37 % |
| Hakainde Hichilema | UDA    | 693.772   | 25,32 % |
| Godfrey Miyanda    | HP     | 42.891    | 1,57 %  |
| Winright Ngondo    | APC    | 20.921    | 0,76 %  |

Mwanawasa erzielte die höchsten Stimmenanteile in der Nordwestprovinz, Westprovinz und der Zentralprovinz, Hichilema hatte seinen Schwerpunkt in der Südprovinz und Sata war in den Provinzen Luapula und Copperbelt am erfolgreichsten.
| Provinzen       | Mwanawasa | Hichilema | Sata    | Beteiligung |
| --------------- | --------- | --------- | ------- | ----------- |
| Zentralprovinz  | 58,53 %   | 23,48 %   | 14,08 % | 70,61 %     |
| Copperbelt      | 38,14 %   | 07,40 %   | 52,43 % | 71,22 %     |
| Ostprovinz      | 42,65 %   | 38,23 %   | 10,60 % | 69,35 %     |
| Luapula         | 32,80 %   | 04,16 %   | 60,06 % | 63,33 %     |
| Lusaka          | 27,55 %   | 21,35 %   | 48,86 % | 71,16 %     |
| Nordprovinz     | 48,92 %   | 05,49 %   | 41,93 % | 71,97 %     |
| Nordwestprovinz | 68,09 %   | 25,43 %   | 01,90 % | 72,74 %     |
| Südprovinz      | 19,22 %   | 74,46 %   | 03,49 % | 76,16 %     |
| Westprovinz     | 75,24 %   | 12,05 %   | 06,97 % | 73,26 %     |
| Gesamt          | 42,98 %   | 25,32 %   | 29,37 % | 70,77 %     |

### Wahl zur Nationalversammlung

Wahlkreisgewinner bei der Wahl zur Nationalversammlung

Gewählt wurde am 28. September 2006 in 148 Wahlkreisen. Die Wahlen in den beiden Wahlkreisen Kabompo East (Nordwestprovinz) und Lupososhi (Nordprovinz) mussten verschoben werden, da zwei Bewerber unerwartet verstorben waren. Die Wahl in diesen beiden Wahlkreisen fand erst am 26. Oktober 2006 statt. Gewählt wurden zwei MMD-Kandidaten.
| Partei | Partei                                   | Mandate | in %    | Änderung zu 2001 |
| ------ | ---------------------------------------- | ------- | ------- | ---------------- |
|        | Movement for Multi-Party Democracy (MMD) | 074     | 048,0 % | ▲5               |
|        | Patriotic Front (PF)                     | 043     | 028,7 % | ▲42              |
|        | United Democratic Alliance (UDA)         | 026     | 017,3 % | ▼48              |
|        | United Liberal Party (ULP)               | 03      | 02,0 %  | (neu)            |
|        | National Democratic Focus (NDF)          | 01      | 00,7 %  | (neu)            |
|        | Unabhängige (IND)                        | 03      | 02,0 %  | ▲1               |
| Gesamt | Gesamt                                   | 150     | 100,0 % | –                |

1. ↑  Davon UPND 21, UNIP 3, FDD 2
2. ↑  Bei der Wahl 2001: UPND 49, UNIP 13, FDD 12 (zusammen 74).

| Provinzen       | MMD | UDA | PF | ULP | NDF | Parteilose |
| --------------- | --- | --- | -- | --- | --- | ---------- |
| Zentralprovinz  | 12  | 02  | 0  | 0   | 0   | 0          |
| Copperbelt      | 04  | 0   | 18 | 0   | 0   | 0          |
| Ostprovinz      | 15  | 04  | 0  | 0   | 0   | 0          |
| Luapula         | 04  | 0   | 09 | 0   | 1   | 0          |
| Lusaka          | 05  | 0   | 07 | 0   | 0   | 0          |
| Nordprovinz     | 11  | 0   | 09 | 0   | 0   | 1          |
| Nordwestprovinz | 10  | 02  | 0  | 0   | 0   | 0          |
| Südprovinz      | 0   | 17  | 0  | 1   | 0   | 1          |
| Westprovinz     | 13  | 01  | 0  | 2   | 0   | 1          |
| Gesamt          | 74  | 26  | 43 | 3   | 1   | 3          |

## Nach den Wahlen
Die Wahlen wurden von Amtsinhaber Mwanawasa und seiner Partei, dem MMD, gewonnen. Mwanawasa konnte seinen Stimmenanteil im Vergleich zur Wahl 2001 deutlich steigern. Das MMD konnte seinen Mandatsanteil leicht steigern, verfehlte aber knapp die absolute Mehrheit. Hauptverlierer der Wahl waren die drei in der United Democratic Alliance zusammengeschlossenen Parteien. Hier hatte sich wohl der unerwartete Tod des Präsidentschaftskandidaten Anderson Mazoka kurz vor dem Wahltermin negativ ausgewirkt. Die UDA löste sich nach diesem Misserfolg in den folgenden Jahren wieder auf. Allerdings konnte der anstelle Mazokas aufgestellte, bis dahin weitgehend unbekannte Hakainde Hichilema mit etwa 25 % der Stimmen einen Achtungserfolg erzielen. Der Ablauf der Wahl wurde durch die Wahlbeobachter als frei, geordnet und friedlich beurteilt und gelobt. Ein weiterer bemerkenswerter Aspekt der Wahl war der Aufstieg des populistisch agierenden Michael Sata, der vor allem in den Städten, in der Provinz Copperbelt und im Nordosten des Landes seine Anhängerschaft sammelte. Nach Verkündigung des Wahlergebnisses kam es zu gewalttätigen Zusammenstößen zwischen Anhängern Satas und Mwanawasas in Lusaka.
Am 3. Oktober 2006 wurde Präsident Levy Mwanawasa für eine zweite Amtszeit vereidigt.